# Winterton (Canada)
« Winterton » redirige ici. Pour les autres significations, voir Winterton (homonymie).
Winterton est une ville canadienne située sur l'île de Terre-Neuve dans la province de Terre-Neuve-et-Labrador. Elle est traversée par la route 80.